# Jean Decoux
Jean Decoux (ur. 1884 w Bordeaux, zm. 21 października 1963 w Paryżu) − francuski oficer marynarki, admirał, w latach 1940−1945 generalny gubernator Indochin Francuskich z ramienia rządu Vichy.

## Życiorys
W 1935 roku awansowany do stopnia kontradmirała, cztery lata później został Vice-Amiral d'escadre (polski odpowiednik to admirał floty) i dowódcą francuskiej eskadry dalekowschodniej (Forces Navales en Extrême-Orient). 20 lipca 1940 roku, po podpisaniu rozejmu z Niemcami, został mianowany generalnym gubernatorem Indochin Francuskich w miejsce Georges'a Catroux. Pod naciskiem Japończyków wyraził zgodę na korzystanie przez ich flotę z portu w Hajfongu i stacjonowanie wojsk japońskich na terytorium Tonkinu. Spowodowało to utratę realnej kontroli Francuzów nad Indochinami.
W sferze polityki wewnętrznej kolonii Decoux popierał emancypację Wietnamczyków, tworząc namiastkę rządu, z niewielkim zakresem prerogatyw, w którym rdzenni mieszkańcy obejmowali 2/3 stanowisk. Wielu z nich wykorzystało później swe doświadczenie w szeregach Việt Minhu. W miarę upływu czasu gubernator skłaniał się do porozumienia z przedstawicielami Wolnych Francuzów, co było jednym z powodów jego aresztowania przez Japończyków 9 marca 1945 roku, przejęcia przez nich bezpośredniej kontroli nad rządem i utworzenia marionetkowego Imperium Wietnamu.
Po wojnie Decoux został aresztowany, lecz uniewinniono go po procesie sądowym. W 1949 roku przywrócono mu rangę i przywileje. Napisał książkę A la barre de l'Indochine.